# Sächsisches Oberverwaltungsgericht

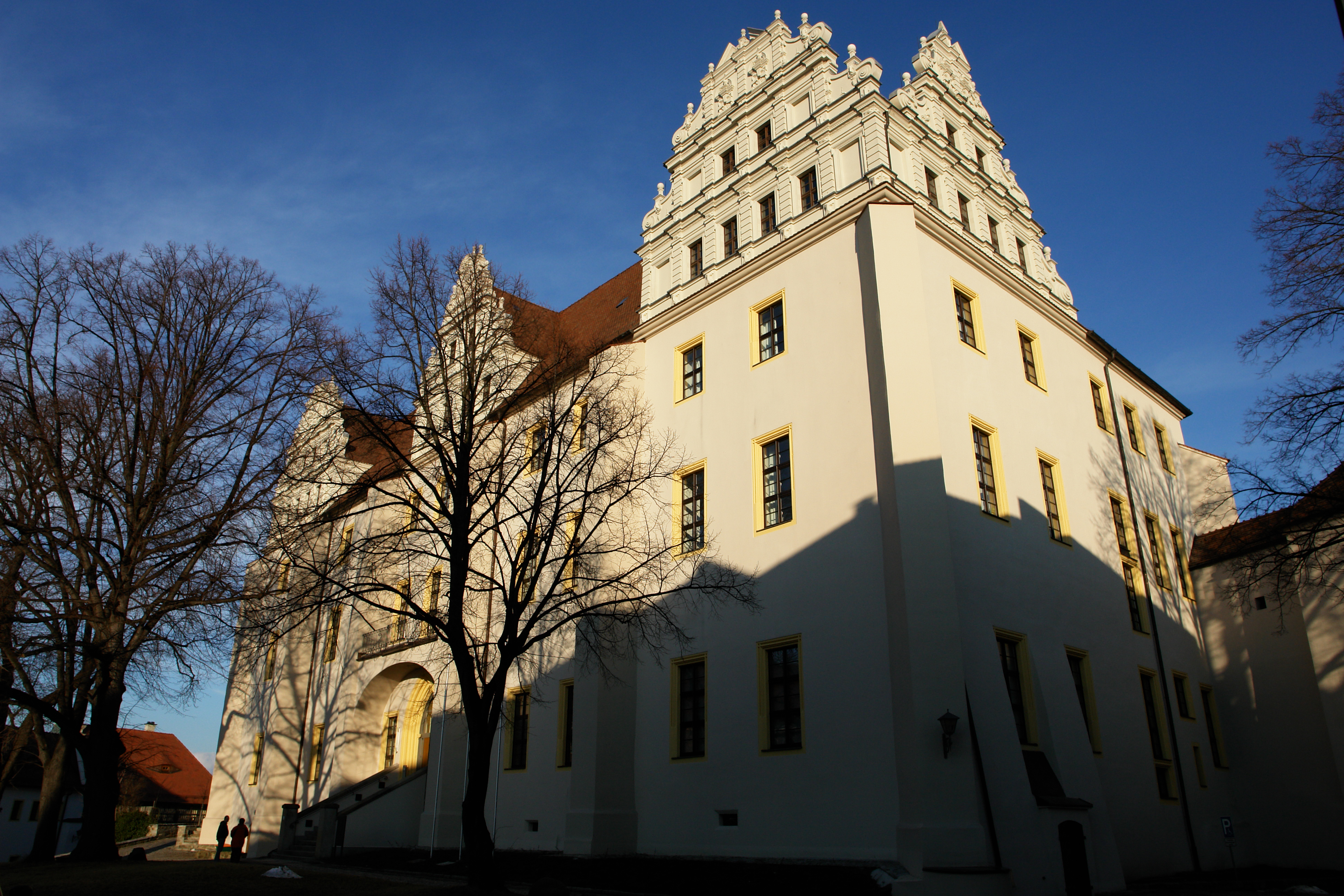
Ortenburg

Das Sächsische Oberverwaltungsgericht ist das Oberverwaltungsgericht (OVG) des Landes Sachsen und bildet die Spitze der Verwaltungsgerichtsbarkeit dieses Landes.

## Gerichtssitz und -bezirk
Das Sächsische OVG hat seinen Sitz in Bautzen. Dort ist es in der Ortenburg oberhalb der Spree untergebracht. Gerichtsbezirk ist das gesamte Gebiet des Bundeslandes.

## Instanzenzug
Das OVG ist dem Bundesverwaltungsgericht untergeordnet. Nachgeordnete Gerichte sind die Verwaltungsgerichte Chemnitz, Dresden und Leipzig.

## Geschichte
Das Sächsische Oberverwaltungsgericht gehört zu den ältesten heute noch bestehenden Oberverwaltungsgerichten. Die Gründung erfolgte am 1. Januar 1901.
Zuvor fand in Sachsen seit 1835 eine rechtliche Kontrolle von Verwaltungsentscheidungen durch die so genannte Administrativjustiz statt. Bei der Administrativjustiz wurden Maßnahmen der Verwaltung durch die Verwaltung selbst überprüft. Mit dem Sächsischen Gesetz über die Verwaltungsrechtspflege vom 19. Juli 1900 wurde die Administrativjustiz abgeschafft. Das Gesetz trat zum 1. Januar 1901 in Kraft.
Zunächst nahm das Oberverwaltungsgericht seine Tätigkeit im Gebäude des Polizeipräsidiums in Dresden auf. 1909 zog das Gericht in die Polytechnische Schule am Dresdner Antonsplatz ein, die 1844–46 für einen Vorläufer der TU Dresden errichtet und von 1876 bis 1908 von der Kunstgewerbeschule Dresden genutzt worden war. Dieses Gebäude wurde beim Bombenangriff auf Dresden im Februar 1945 stark zerstört. Bis zu diesem Zeitpunkt existierte das Oberverwaltungsgericht zwar noch, jedoch wurde das Gericht in der Zeit des Nationalsozialismus immer mehr durch diesen beeinflusst und erlebte einen institutionellen Zerfall.
Nach dem Ende des Zweiten Weltkrieges sah sowohl das Kontrollratsgesetz Nr. 4 der Besatzungsmächte, die Sächsische Verfassung von 1947 als auch die Verfassung der Deutschen Demokratischen Republik von 1949 eine Verwaltungsgerichtsbarkeit vor. In der folgenden DDR-Verfassung aus dem Jahr 1968 war die Verwaltungsgerichtsbarkeit nicht mehr vorhanden. Das Landesverwaltungsgericht Sachsen hatte nur eine geringe Bedeutung.
Erst nach der Wiedervereinigung wurden beim Bezirksgericht Dresden Senate für Verwaltungssachen eingerichtet. Das Sächsische Oberverwaltungsgericht wurde schließlich durch das Sächsische Gerichtsorganisationsgesetz vom 30. Juni 1992 neu gegründet und erhielt seinen heutigen Sitz in Bautzen.
Bundesweit bekannt wurde eine Entscheidung des Gerichts vom 7. November 2020, wonach die Beschwerde der Stadt Leipzig gegen den Beschluss des Verwaltungsgerichts Leipzig, eine Großkundgebung der sogenannten Querdenker auch auf dem zentralen Augustusplatz in Leipzig zuzulassen, trotz der der sich verstärkenden COVID-19-Pandemie zurückgewiesen wurde.

## Leitung

### Bis zur Neugründung 1992
- 1901–1913: Friedrich Alexander von Bernewitz[2]
- 1913–1920: Rudolf von Oppen[2]
- 1920–1928: Hans Gottfried von Nostitz-Drzewiecki[2]
- 1929–1932: Arnold Streit[2]
- 1932–1933: Otto Gäbler[3]
- 1933–1945: Herbert Schelcher[2]

### Nach der Neugründung 1992
- 1992 – 1995: Claus Meissner, * 12. April 1936[2]
- 4. März 1996 – 2000: Georg Häring, * 11. April 1935[2]
- 2000 – 2007: Siegfried Reich[2]
- 1. Juli 2007–April 2021: Erich Künzler, der zuvor seit 1. Dezember 2005 Vizepräsident des Oberverwaltungsgerichts war[2][4]
- Seit 15. Juli 2021: Susanne Dahlke-Piel (* 1959), zuvor Abteilungsleiterin im Sächsischen Staatsministerium der Justiz[5]

Vizepräsident ist seit dem 1. Januar 2008 Matthias Grünberg. Er war vorher Präsident des Sozialgerichts Dresden.

## Mediation
Seit dem 1. Januar 2010 bietet das Sächsische Oberverwaltungsgericht ebenso wie alle sächsischen Verwaltungsgerichte die Inanspruchnahme einer gerichtsinternen Mediation an.